# Commission nationale du film France
 (janvier 2014).
Si vous disposez d'ouvrages ou d'articles de référence ou si vous connaissez des sites web de qualité traitant du thème abordé ici, merci de compléter l'article en donnant les références utiles à sa vérifiabilité et en les liant à la section « Notes et références ».
La Commission nationale du film France communément appelée Film France, est une association chargée de l'attractivité du territoire français pour la production cinématographique et audiovisuelle.
Portant une mission d’intérêt collectif, elle a pour principal objectif de favoriser le développement de la production en France : tournage, post-production, effets visuels numériques, animation, etc.

## Financement et gouvernance
Film France est une association à but non lucratif, financée majoritairement par le Centre national du cinéma et de l'image animée (CNC), sous tutelle du Ministère de la Culture.
L’association est gouvernée par un conseil d’administration qui rassemble trois types de membres :
- des administrations et institutions : CNC, Agence française pour les investissements internationaux (AFII), Atout France, associations de collectivités territoriales, la Ficam, Unifrance, la CST, etc. ;
- des professionnels qualifiés : producteurs de cinéma et de télévision, dirigeants de studios d’animation et de VFX, etc. ;
- des représentants du réseau des quarante commissions du film locales.

De 2006 à 2016, le conseil d’administration de Film France a été présidé par le producteur Nicolas Traube. Depuis 2016, Marc Tessier est président de Film France.

## Missions
Les missions principales figurant à son objet social sont :
- accueillir, renseigner et orienter les équipes de tournage françaises et étrangères ;
- promouvoir en France et dans le monde les savoir-faire français de production cinématographique et audiovisuelle (artistes, techniciens, industries techniques, instruments financiers, etc.) ;
- animer le réseau des 41 commissions du film des régions, départements et villes ;
- assurer la veille économique et juridique de l’attractivité de la France pour la production audiovisuelle.

Film France a donc notamment pour rôle d’accueillir les tournages issus de tous les pays, notamment les grandes productions internationales qui ont tourné en France ces dernières années comme Minuit à Paris et Magic in the Moonlight de Woody Allen, RED2 de Dean Parisot, L'Invention de Hugo Cabret de Martin Scorsese, Hunger Games 3&4 de Francis Lawrence, etc. Mais aussi des séries TV comme Gossip Girl, Merlin ou encore Meurtres au paradis (Death in Paradise) et la mini-série Rosemary's Baby. Enfin comme les films d'animation Moi, moche et méchant 1 et 2 ou Le Lorax, produits par Illumination Entertainment pour Universal mais fabriqués en France chez Illumination Mac Guff.
On retiendra que la plupart de ces grandes productions étrangères tournées ou animées en France peuvent bénéficier d'une mesure fiscale baptisée le Crédit d'impôt international (ou TRIP). Cet incitatif financier, comme en proposent de nombreux autres pays européens, représente 20% d'une partie des dépenses faites en France. Il est administré par le CNC, avec une expertise technique de Film France.
Film France est membre de trois associations internationales de commissions du film : l’European Film Commissions Network (EUFCN), l’Association of Film Commissioners International (AFCI) et l’Asian Film Commissions Network (AFCNet).

## Réseau des commissions du film
Les commissions du film sont aussi appelées « bureaux d’accueil des tournages ». Principalement financée par la collectivité territoriale dont elle dépend, une commission du film a pour mission centrale de « renseigner et d’orienter les équipes de tournage vers les ressources du territoire » qu’elle couvre (région, département, communauté d’agglomérations, ville).
Ses services sont réservés aux professionnels et rendus à titre gracieux, ce qui amène parfois à les comparer à des offices du tournage, comme il existe des offices du tourisme. Tous les types de tournages sont concernés (long métrage, court métrage, unitaire et série télévisée, documentaire, émission de flux, film publicitaire, web-série, etc.).
Les commissions du film membres de Film France sont au nombre de 32.